# Calle de Colón (Madrid)
La calle de Colón es una breve vía pública de la ciudad española de Madrid, situada en el barrio de Universidad, distrito Centro, que sale de la calle Fuencarral y desemboca en la plaza de San Ildefonso. Su primer nombre fue calle de Santa Catalina la Vieja, y como tal aparece en el plano de Texeira y en el posterior de Espinosa. Está dedicada al famoso navegante genovés, Cristóbal Colón.

## Historia
Nace con la urbanización de los terrenos de Juan de la Victoria de Bracamonte, extramuros de la cerca de Felipe II, en una de las denominadas «pueblas de Madrid» (o “pueblas viejas”), y la construcción de casas solariegas y callejas en torno a los varios conventos que había en la zona. Así, y a lo largo de la segunda mitad del siglo xvi, junto al convento de Santa Bárbara se trazaron las vías de Santa Bárbara la Vieja y Santa Catalina la Vieja.
Hacia 1835, y dentro del plan del marqués viudo de Pontejos para renombrar calles repetidas del callejero madrileño, se le puso el nombre de Colón, en honor del navegante. Cinco años después del cambio, y a raíz de una nueva reordenación administrativa, se instituyó el barrio de Colón, formado por las calles de San Joaquín, Santa Bárbara, Valverde, San Onofre (además de la propia calle de Colón), convergentes casi todas en la plaza de San Ildefonso.
Pintorescos locales del siglo xix, conservados aún a comienzos del xxi son la peluquería Urbano, considerada la más antigua de Madrid, y activa desde 1856, y las bodegas La Ardosa, desde 1892.
Forma parte de la galería de calles “musicales” de Madrid, como protagonista del cuplé «Colón 34», popularizado en el siglo xx por Sara Montiel en la película de 1963 La Reina del Chantecler de Rafael Gil.